# Papa Deodat II
Papa Deodat II   (Roma, valor desconegut - Roma, 17 de juny de 676) o Adeodat II, va ser Papa de l'Església Catòlica del 672 al 676.

## Biografia
D'acord amb Anastasi el Bibliotecari, era natural de Roma i fill de Jovinià. Era un monjo del monestir de Sant Erasme, situat al mont Celi. Hom li atribueix un caràcter afable i benèvol, particularment a l'hora d'oferir hospitalitat a persones de tota classe i condició, sobretot pelegrins. Destacà per la seva perfecció en la disciplina monàstica i en la repressió del monotelisme.
Va ser elegit papa l'11 d'abril del 676, succeint a Vitalià. El seu regnat va durar quatre anys. Pràcticament no se sap res d'ell, tot i que va ser el primer papa en data els esdeveniments d'acord amb el seu regnat. Tanmateix, no va jugar cap mena de paper polític de l'època o en la supressió del monotelisme, malgrat que va defensar l'ortodòxia respecte a l'afer. Només es conserven dues cartes de la seva correspondència, ambdues confirmacions de privilegis i llibertats als monestirs de Sant Pere de Canterbury i de Sant Martí de Tours, i va millorar el seu monestir d'origen, Sant Erasme. També va procurar la restauració d'esglésies en mal estat.
Va morir el 17 de juny del 676. Alguns hagiògrafs li han atorgat el títol de sant i situaven la seva festivitat el 26 de juny, però els bol·landistes en l'Acta Santorum van publicar que no existia culte i, per tant, no té dret a una festa.